# Danilo Sollazzo
Danilo Dennis Sollazzo (5 de diciembre de 2002) es un deportista italiano que compite en tiro, en la modalidad de rifle.
Ganó una medalla de plata en el Campeonato Mundial de Tiro de 2022 y una medalla de bronce en el Campeonato Europeo de Tiro en 10 m de 2023. En los Juegos Europeos de Cracovia 2023 consiguió dos medallas, oro en rifle 10 m y bronce en rifle 10 m mixto.

## Palmarés internacional
| Campeonato Mundial | Campeonato Mundial  | Campeonato Mundial | Campeonato Mundial |
| Año                | Lugar               | Medalla            | Prueba             |
| ------------------ | ------------------- | ------------------ | ------------------ |
| 2022               | El Cairo (Egipto)   | Medalla de plata   | Rifle 10 m         |
| Juegos Europeos    |                     |                    |                    |
| Año                | Lugar               | Medalla            | Prueba             |
| 2023               | Breslavia (Polonia) | Medalla de oro     | Rifle 10 m         |
| 2023               | Breslavia (Polonia) | Medalla de bronce  | Rifle 10 m mixto   |
| Campeonato Europeo |                     |                    |                    |
| Año                | Lugar               | Medalla            | Prueba             |
| 2023               | Tallin (Estonia)    | Medalla de bronce  | Rifle 10 m mixto   |